# Monetazione genovese
La zecca di Genova produsse monete in vari tagli dal 1139 fino al 1814
.
Dopo questa data la Repubblica fu incorporata nello Stato sabaudo; la zecca rimase in funzione emettendo monete dei Savoia fino al 1860 quando fu chiusa definitivamente.

## L'inizio
Agli inizi del XII secolo, a differenza di altre importanti città italiane, Genova ancora non batteva una moneta propria, nonostante il ruolo già significativo, specie nella Prima crociata. A Genova circolavano monete di altre città come ad esempio il pavese, un denaro imperiale coniato a Pavia già dal 962

### Re Corrado (CVNRADI REX)
Nel 1138 una delegazione genovese si recò a Norimberga e venne ricevuta da Corrado III che era stato appena eletto Rex Romanorum ed era in attesa di essere nominato imperatore. Della delegazione faceva parte anche Caffaro, che scrisse i fatti nei suoi annali. Corrado concesse ai Genovesi il privilegio di battere moneta, dando loro un apposito diploma, probabilmente avendo ricevuto qualche forma di compenso. Poco dopo concesse lo stesso privilegio anche ad Asti e Piacenza. Per la cronaca Corrado non fu mai incoronato imperatore e continuò a fregiarsi del titolo di "Re dei Romani" fino alla morte.
Dunque i Genovesi aprirono la loro zecca presso San Lorenzo ed incominciarono a coniare le loro monete.

### Denaro
In questo periodo in Europa il sistema monetario era quello creato da Carlo Magno con la sua riforma monetaria, che prevedeva una libra (o lira) d'argento divisa in 20 soldi o 240 denari.
La lira era solamente una unità di conto cui non corrispondeva una moneta reale. Anche il soldo era al momento un'unità di conto. L'unica moneta realmente circolante era il denaro ed appunto questa moneta fu emessa dalla zecca di Genova.
Era una monetina d'argento delle dimensioni del centesimo di Euro. Al tempo di Carlo Magno pesava circa 1,7 g al titolo ca. 950/1000. Al tempo di Ottone II già era arrivato ad 1,2 g al 700/1000.
Quando Genova cominciò ad emettere il denaro si trattava di una monetina di 17 mm di diametro e del peso di 1,06 grammo al titolo di 333/1000. Dopo il 1398 arriverà a 0,215 grammi e 15 millimetri con un titolo di 958/1000.
Poco dopo fu emessa anche la medaglia una monetina ancora più piccola dal valore di mezzo denaro, di ca. 0,4 grammi e 12 mm.
Gli ultimi denari genovesi d'argento furono emessi da Simone Boccanegra (1339-1344).

### IANVA

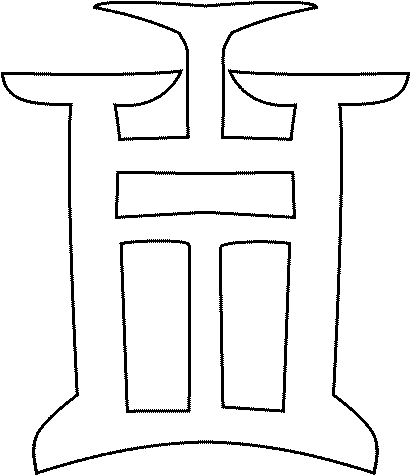
Il "castello".

I tipi del denaro genovese hanno alcune caratteristiche che rimasero costanti per 5 secoli:
al dritto il castello ed intorno la scritta + IANVA.
al rovescio la croce, caratteristica comune alla gran parte dei denari, in questo caso una croce patente, ed intorno la scritta CVNRADI • REX •, cioè re Corrado, il nome ed il titolo di chi aveva concesso alla città il privilegio di battere moneta.
Ianua in latino era il nome della città e contemporaneamente significa porta. Per questo motivo alcuni interpretano il disegno come una porta delle mura cittadine.

### Quartaro
Tra il XII ed il XIII secolo fu emessa anche un'altra moneta, il quartaro, dal valore di un quarto di denaro. È una moneta molto piccola con un titolo di argento intorno al 20/1000. Ha in diametro di ca. 15 mm e reca al rovescio la croce patente ed intorno il nome dell'imperatore senza però il cerchio di perline che isoli il nome dalla croce. Di conseguenza le lettere (CV RA DR EX) sono intercalate ai bracci della croce.
Il dritto, in un primo periodo vedeva il castello genovese e la scritta Q. IANVA. In seguito, prima della metà del XIII secolo si decise di mettere il grifone. Intorno, caso eccezionale nella numismatica medioevale, l'indicazione del valore della moneta (QVARTARO).

### Grosso
Verso il 1172 la zecca cominciò ad emettere un grosso da quattro denari.
I tipi erano quelli del denaro, il diametro era intorno ai 20 mm ed il peso circa 1,4 grammi, al titolo di 958/1000. Le misure leggermente aumentate permisero anche una miglior qualità del disegno.
Poco dopo, nel 1217, fu emesso anche un grosso da 6 denari, cioè mezzo soldo. Il peso era di 1,6 g mentre il diametro era di 21 mm.

### Oro
Nel 1252 Genova cominciò a battere il Genovino d'oro, quasi contemporaneamente alla prima emissione del fiorino a Firenze, probabilmente anche prima.
Aveva lo stesso peso (3,535 g) e titolo (24 K) della moneta fiorentina; il diametro era di circa 20 mm.
Fu battuto fino al 1415, quando il genovino aumentò di peso (3,562) e cambiò il proprio nome, prendendo quello di ducato.
Al dritto aveva la solita porta del castello, + I A N U A ed al rovescio la croce patente ed intorno +CVNRADVS REX.
Quasi contemporaneamente al genovino la zecca coniò altre due piccole monete d'oro: l'ottavino e la quartarola.
L'ottavino era una moneta molto piccola: 10 mm di diametro e 0,42 - 0,43 grammi di peso. Lo spazio a disposizione era poco, quindi mancano i cerchi di perline e la scritta circolare. Ai lati del castello c'erano C - V, le prime lettere del nome dell'imperatore, mentre nei cantoni della croce le lettere I A N V.
La quartarola pesava 0,88 con un diametro di ca. 12 millimetri. Il valore delle due monete, come da nome, era di un ottavo ed un quarto di genovino.
Secondo Edoardo Martinori sarebbero state emesse verso il 1339 mentre autori più recenti credono che siano precedenti, anche se di poco, al genovino.
La quartarola era importante perché aveva lo stesso valore del tarì, una moneta d'oro di origine araba che era battuta anche nell'Italia meridionale dagli inizi del X secolo e che era particolarmente usata nei traffici con il Mar Mediterraneo orientale; valeva un quarto di solido cioè 0,88 g.

### Riepilogo
Le monete emesse in questo primo periodo sono:
| metallo | monete                         |
| ------- | ------------------------------ |
| oro     | Genovino, Quartarola, Ottavino |
| argento | Grosso, Mezzo Grosso           |
| mistura | Denaro e Medaglia (1/2 denaro) |
| rame    | Quartaro                       |

## Nuove legende
Subito dopo la prima emissione del genovino le monete genovesi subirono una serie di cambiamenti.
La legenda IANVA divenne in quel momento CIVITAS IANVA. Nel genovino intorno alla croce ed al castello fu messa una cornice costituita da sei lobi inserita dentro al cerchio perlinato.
Contemporaneamente il grosso aumentò il suo valore e fece la sua comparsa la petachina una frazione del grosso, di mistura. Fu battuta con maggior frequenza a partire dalla metà del XIV secolo da Genova e dall'altra importante zecca ligure, la zecca di Savona. Più tardi prese il valore del sesino da 6 denari.
In seguito, verso il 1280, la legenda divenne IANVA QVAM DEVS PROTEGAT e la cornice fu trasformata a otto lobi. Oltre alla cornice sono presenti altri ornamenti: stelline, rosette ed altro.

## Secondo periodo: Dogi a vita (1339 - 1528)
Dopo il 1339, con Simone Boccanegra, il primo dei dogi a vita, si iniziò a mettere l'indicazione del Doge di Genova con la scritta + DVX IANVENSIVM PRIMVS (primo doge dei genovesi).
Stranamente non venne indicato il nome del doge in carica ma la sua posizione nella sequenza dei dogi: primo, secondo etc.
Sempre al dogato di Simon Boccanegra si fa risalire la coniazione della terzarola, una moneta d'oro che pesava ca. 1,055 grammi e valeva un terzo di genovino.

### Ducato
Intorno al 1415 la moneta d'oro aumentò il suo peso e perse il nome di genovino.
Passando da 3,535 g a 3,562 prese il nome di ducato.

### Testone
Dal 1488 al 1494 fu signore di Genova Gian Galeazzo Maria Sforza, duca di Milano.
Sotto la sua signoria venne coniato per la prima volta a Genova il testone da 20 soldi o lira genovese, moneta che può essere considerata come la prima lira genovese realmente coniata. I primi testoni avevano cominciato a circolare in Italia intorno al 1474, coniati a Milano da Galeazzo Maria Sforza, padre di Gian Galeazzo.
È una moneta di 30 mm e di 13 g d'argento al 958%.
- castello tra due stelle, sormontato dal biscione, entro archetti con anelli; cerchio interno lineare e perlinato, cerchio esterno perlinato e legenda: IO : G3 : M : SF : DVX : MVI : AC IANVE : D.
croce con tre stelle entro archetti con anelli; cerchio interno lineare e perlinato. Cerchio esterno perlinato e legenda: + CONRAD : REX : ROMANOR (sigla monetiere)

Nota: ancora fino agli anni novanta a Genova e talvolta a Milano si usava indicare con il termine testone la banconota da centomila lire.

### Lo scudo del sole

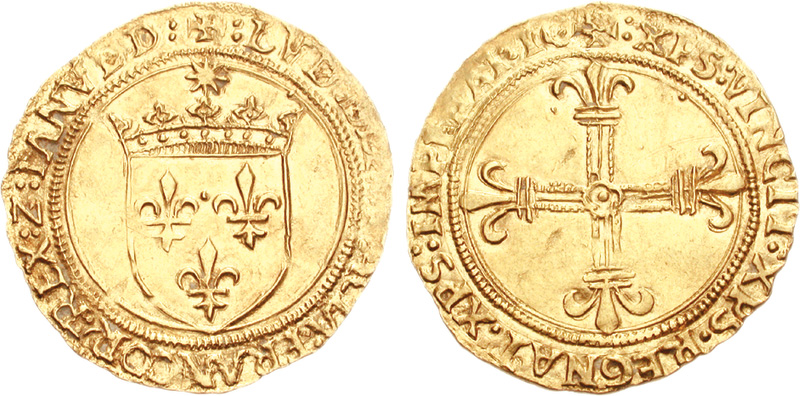
Luigi XII.
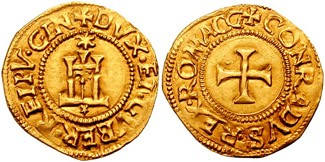
Scudo del sole (ca. 1540).

Nel 1507 signore di Genova divenne per la seconda volta il re di Francia Ludovico XII. Sotto la sua signoria il ducato venne sostituito dall'écu au soleil, che fu coniato fino al 1540.
Era una moneta con caratteristiche francesi e le emissioni di Luigi ruppero completamente la tradizione genovese:
al diritto lo stemma coronato dei Capetingi con tre gigli di Francia; sopra la corona il sole che dà il nome alla moneta.
al rovescio la croce gigliata
In seguito, con il ritorno dei Dogi a vita, la denominazione fu mantenuta ma tornarono i tipi tradizionali delle monete Genovesi, croce e castello, ma con il sole sopra al castello.

### Riepilogo
Le monete emesse in questo secondo periodo sono:
| metallo | monete |
| ------- | --- |
| oro     | Genovino (dal 1415 Ducato), sottomultipli (Mezzo Ducato, Terzarola, Quartarola), poi Scudo del sole e Doppia. |
| argento | Grosso, Mezzo Grosso, Cavallotto                                                                              |
| Mistura | Denaro, Soldino e Petachina                                                                                   |
| Rame    | si usano i vecchi quartari                                                                                    |

Dopo il 1400 ca.:
| metallo | monete                                                                            |
| ------- | --------------------------------------------------------------------------------- |
| oro     | Ducato (dal 1415), Scudo del sole (dal 1507).                                     |
| argento | Grosso, Cavallotto, Testone (dal 1488), 1/2 Testone e 1/4 Testone. Dal 1507 Lira. |
| Mistura | 2 soldi, Soldino e Petachina                                                      |

## Terzo periodo: Dogi Biennali (1528 - 1797)

### Prima fase
Dal 15 settembre 1528 all'11 ottobre dello stesso anno ci fu il Governo dei dodici Riformatori di Libertà, che ridisegnano la struttura costituzionale dello stato.
Durante il loro breve governo emisero due piccole monete di mistura, una da due soldi ed un soldino. Entrambe recano la legenda LIBERTAS GENVENSIVM. Rimase sempre, al rovescio, l'indicazione dell'imperatore Corrado.
In seguito alla riforma la durata in carica dei Dogi divenne biennale. Questa organizzazione rimase in funzione fino al 1798, quando Genova fu occupata dalle truppe repubblicane francesi.
Il cambiamento costituzionale è evidenziato dalla variazione della legenda: DVX ET GVBERNATOR REIPVBLICAE GENVENSIS. Questa legenda, con le sue variazioni, sarà presente fino alla caduta della Repubblica di Genova.
Fino al 1541 le monete principali emesse furono:
| metallo | monete                                        |
| ------- | --------------------------------------------- |
| oro     | Scudo del sole, 1/2 Scudo                     |
| argento | Cavallotto, Testone (o Lira), 1/2 Cavallotto. |

### Seconda fase:la data
Nel 1541 la repubblica iniziò a porre la data sulle monete d'oro e dal 1554 la data venne posta anche sulle monete d'argento e dal 1556 su quelle di mistura.
Con l'eccezione del testone della benedizione, i tipi rimangono sempre quelli del castello genovese e della croce. Rimane l'indicazione dell'imperatore Corrado. Alcune monete, come le 10 e le 25 doppie d'oro o i 4 scudi d'argento hanno un modulo molto grande e gli incisori poterono apporre alcune variazioni: agli angoli della croce furono rappresentati dei cherubini.

#### Lo scudo e la doppia

Doppia
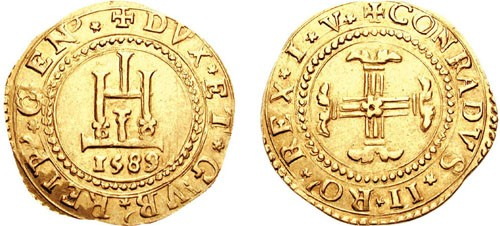
1589
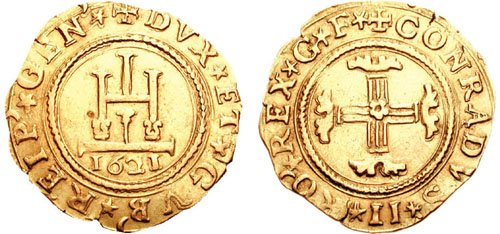
1621
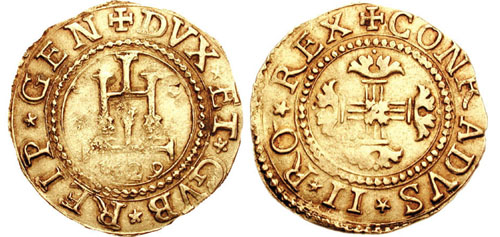
1629
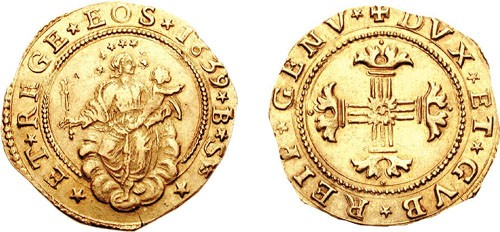
1639

Allo scudo si affiancò la moneta da due scudi, denominata doppia. Con il tempo lo scudo cambiò nome e prese quello di Mezza doppia. Dopo la doppia ci fu la quadrupla, le 10 doppie, illustrata sotto, fino alla moneta da 25 doppie del 1636.

#### Il testone della benedizione
Nel 1554 apparve un nuovo tipo: il testone della benedizione. La moneta presenta da un lato la croce sovrapposta al castello genovese e dall'altra Cristo benedicente il doge inginocchiato che tiene lo stendardo con la croce di San Giorgio. Il tipo riprende la rappresentazione degli zecchini di Venezia. Dopo qualche anno anche la croce divenne particolarmente elaborata fino ad essere sostituita da uno scudo coronato ovale con la croce di san Giorgio, sostenuto ai lati da due grifoni.
Tra il 1541 ed il 1636 le monete principali sono:
| metallo | monete |
| ------- | --- |
| oro     | Scudo (o 1/2 Doppia), Doppia e suoi multipli                                                                             |
| argento | 1/2 Scudo d'argento, Testone della Benedizione, Ducatone della Benedizione, Cavallotto, ognuno con i suoi sottomultipli. |

### Terza fase:la Madonna
Nel 1638 la zecca della Serenissima Repubblica di Genova cambiò completamente la sua monetazione:
- al dritto il castello fu sostituito con l'immagine della Madonna con il Bambino.
- al rovescio troviamo spesso la croce patente ma anche lo stemma coronato della repubblica, con la croce di san Giorgio, spesso sorretto da grifoni, che divennero uno degli elementi fissi dello stemma di Genova.

L'altro e più notevole cambiamento è la definitiva sparizione del nome dell'imperatore Corrado, re dei Romani, che aveva accompagnato le monete genovesi, per più di 5 secoli, dal lontano 1139.
Il nuovo dritto celebrava la elevazione della Madonna a "Regina di Genova". La Madonna assumeva questo nuovo ruolo per confermare l'acquisizione della Corsica da parte della repubblica.
Questi cambiamenti dovevano sottolineare la sovranità propria della repubblica.
Le monete più importanti emesse nel 1600 sono:
| metallo | monete |
| ------- | --- |
| oro     | Quadrupla, Doppia (e multipli). |
| argento | Scudo "stretto", multipli e sottomultipli, Scudo "largo", 1, 2, 4 e 8 Reali (nel 1666), Lira (da 20 soldi, detta Madonnina) e multipli, Giorgino, 5 e 2-1/2 soldi, Tallero per il Levante, |
| mistura | 10 e 5 soldi, 20 denari, Luigino (Gianuino, Ligurino, Luigino, Giustino etc.) |
| Rame    | 12 e 6 denari |

I multipli dello "scudo largo" (1612 - 1637), da 1-1/2, 2 e 4 scudi hanno la caratteristica di avere tutti lo stesso diametro da 60 mm. L'aumento del peso è compensato tramite l'aumento dello spessore. I pesi sono:
| 1 scudo e ½ | 57,6 g |
| 2 scudi     | 76     |
| 3 scudi     | 114    |
| 4 scudi     | 125    |
| 5 scudi     | 191    |
| 6 scudi     | 230    |
| 10 scudi    | 382    |

Il diametro dello scudo (38 g) e delle sue frazioni (1/2, 1/4 e 1/8 di scudo) è invece inferiore e decrescente.
Lo "scudo stretto" fu coniato fino al 1725. Dal 1676 furono coniati al torchio e recano sul bordo la scritta “PONDERIS SECVRA FIDES TVTVMQVE PRAESIDIVM”, che serviva a scoraggiare la tosatura. Il diametro delle monete è legato al loro peso e valore. La moneta da uno scudo pesava 38 g ed aveva un diametro di 45 mm.
Il luigino era una moneta in mistura che imitava una moneta coniata in Francia, il petit louis. A Genova fu battuta tra il 1666 ed il 1669 per commerciare con il Levante. Pesava ca. 2 g al 250/1000. Furono usati vari nomi (Ligurino, Gianuino, Giustino, Giorgino) che derivano dai tipi usati. Nel Ligurino al dritto era rappresentata la Liguria. Il Gianuino o Ianuino recava al dritto una testa bifronte, maschio barbuto da una parte e donna dall'altra, nel Giorgino era rappresentato San Giorgio a cavallo e nel Giustino la Giustizia seduta con la bilancia. Al rovescio tutti i tipi recavano lo stemma cittadino affiancato dai grifi con LIBERTAS. Furono battuti anche Giorgini, Giustini etc. Ianuino o Januino era stato anche il nome che nel Medioevo veniva dato al denaro di Genova.
Luigini furono coniati in molte zecche feudali della Liguria: Loano, Ronco, Seborga, Torriglia, Arquata, Tassarolo, Vergagni (nel comune di Mongiardino Ligure). Furono anche emessi in Lunigiana a Fosdinovo.
Il Tallero per il Levante è una moneta emessa nel 1677 con al dritto lo stemma civico ed al rovescio un grifone che tiene un cartiglio con scritte in arabo. Sono noti solo tre esemplari.
Il Reale fu emesso nel 1666 assieme ai suoi multipli da 8, 4 e due reali. Al diritto è rappresentato San Giorgio a cavallo che trafigge il drago. Al rovescio uno scudo coronato con la scritta "Libertas" tra rami di palma e alloro; intorno DVX * ET * GVB * * REIP * GENV * e la data. Sono monete d'argento al 913/1000. La moneta da un reale pesa 3,10 g con un diametro di 25 mm ca. È opinione corrente che siano stati emessi per conto del Banco di San Giorgio.
Dal 1676 a Genova si incominciò a usare il tornio ed il "terzo conio", che permise di porre una scritta sul bordo ed evitare così il fenomeno della tosatura. Tra le prime monete coniate in questo modo gli scudi d'argento.
Le monete più importanti emesse nel 1700 sono:
| metallo | monete |
| ------- | --- |
| oro     | Zecchino di San Giorgio (1718-1724), Zecchino di San Giovanni (1724-1736); Genovina da 100 lire (dal 1758) e Genovina da 96 lire, entrambe con sottomultipli. |
| argento | Reale, Madonnina (o Lira) con multipli e sottomultipli. |
| Mistura | Parpagliola (2 soldi), 10 soldi |
| Rame    | Denari (multipli) |

La moneta da un terzo di madonnina (6 soldi e 8 denari) pesava 1,45 g ed era detta anche seino. Il seino è famoso per la tassa generale da due seini che nel 1715 Genova introdusse in Corsica e che fece scattare la rivolta del 1729.
Alla metà del Settecento si ebbe una semplificazione della monetazione genovese. Il fenomeno è presente in diversi altri paesi europei.
Si ritornò alla lira genovese divisa in 20 soldi o 240 denari, secondo il sistema monetario di Carlo Magno della fine del IX secolo.
Alcune monete ebbero comunque un nome proprio.
La Genovina, la moneta d'oro da 100 lire, fu battuta dal 1758 con le frazioni da 50, 25 e 12,5 lire. Ci fu anche la genovina da 96 lire con le frazioni da 48, 24 e 12 lire.
La Parpagliola fu introdotta nella prima metà del XVIII secolo ed era il nome di una moneta di mistura, coniata in Provenza nei secoli XIV e XV. Valeva 2 soldi, cioè 1/10 di lira.
Per terminare la lira genovese, che intorno al 1670 pesava 5,20 g a metà del Settecento pesava 4,57 g.

### La fine della repubblica
Alla fine della repubblica la lira era pari a 3,69824 grammi d'argento fino, ossia 0,239 grammi d'oro fino. Nel 1793, poco prima della fine della repubblica, fu emessa la nuova, ed ultima, monetazione che comprendeva 11 denominazioni: 4 d'oro, 4 d'argento, 2 in mistura ed una in rame.
L'unità era la lira genovese, divisa in 20 soldi, ogni soldi diviso in 12 denari, che era l'organizzazione risalente alla monetazione carolingia.
Le monete d'oro erano al 909,5/1000 e comprendevano i pezzi da 96, 48, 24 e 12 lire. Il peso, arrotondato, era rispettivamente di 25,2; 12,6; 6,3 e 3,2 grammi.
Al diritto era raffigurata la Vergine con il bambino tra le nubi ed intorno ET.REGE.EOS. con la data. Sotto il valore.
Al rovescio lo stemma coronato rettangolare con la croce di San Giorgio, sorretto da due grifoni, posto su una base. Sotto la base una testa di leone. Intorno DUX ET GUB. REIP. GENU..
Le monete d'argento erano all'889/1000 e comprendevano i pezzi da 8, 4, 2 ed 1 lira. Il peso arrotondato, era rispettivamente di 33,3; 16,6; 8,3 e 4,16 grammi.
Al diritto era raffigurato San Giovanni Battista benedicente a sin. Nella mano sinistra una croce con un nastro dove è scritto ECCE AGNVS DEI. Intorno NON SURREXIT MAJOR e la data.
Il rovescio è simile a quello delle monete d'oro: stemma rettangolare coronato con la croce di San Giorgio, sorretto da due grifoni, posto su una base. Sotto la base una testa di leone. Intorno DUX ET GUB. REIP. GENU.. La moneta da una lira non ha la testa di leone sotto la base.
Completavano la monetazione genovese una moneta da 10 soldi, cioè mezza lira, una da 8 ed una da 4 denari. Le prime due erano in mistura e l'ultima solo di rame. Tutte e tre recavano al diritto uno stemma ovale coronato ed al rovescio l'indicazione del valore. La moneta da 8 denari, come da tradizione, recava l'immagine della Madonna. La moneta da 4 denari era quasi uguale a quelle emesse negli anni precedenti.
Il 13 giugno a seguito della rivolta giacobina del 22 maggio, sostenuta dalla Francia, la Repubblica di Genova cessa di esistere e nasce la Repubblica Ligure.

## Repubblica ligure (1798 - 1805)
La nuova repubblica fu creata da Napoleone Bonaparte, in seguito agli accordi di Mombello, dopo l'occupazione delle truppe repubblicane francesi. Durò fino al 9 giugno 1805, quando la Liguria diventò parte integrante dell'Impero francese. Le monete emesse ricalcano nei valori la monetazione precedente: nell'oro pur mantenendo i pesi precedenti aumentò il titolo che passa dal 909,5 al 916/1000. Per l'argento furono mantenuti titolo e peso, ma si riscontra una leggera diminuzione del diametro delle monete, fenomeno tipico del passaggio dalla monetazione moderna a quella contemporanea.
Furono emesse monete d'oro al 916/1000 da 96, 48, 24 e 12 lire.
Al diritto una figura femminile turrita, seduta in trono. Nella mano destra una lancia e nella sinistra uno scudo; intorno REPUBBLICA LIGURE ed in esergo il valore e sulla base il nome dell'incisore H. VASSALLO, l'autore dei conii, Gerolamo (Hieronimus) Vassallo.
Al rovescio il fascio sormontato da berretto frigio; intorno NELL'UNIONE LA FORZA e la data.
Le monete d'argento avevano il valore di 8, 4, 2 ed una lira. Erano all'889/1000.
Al dritto la Libertà rappresentata con l'elmo e che tiene la lancia sormontata dal berretto frigio con l'Eguaglianza che tiene il livello nella mano sinistra. Intorno LIBERTÀ EGUAGLIANZA e sulla base il nome dell'incisore H. VASSALLO. In esergo la data.
Al rovescio lo stemma di Genova su un fascio sormontato dal berretto frigio. Intorno REPUBBLICA LIGURE e l'anno della Repubblica; in esergo il valore.
Furono anche emesse una moneta di mistura da 10 soldi ed una da tre denari di rame.

## Napoleone (1805-1814)
Il 9 giugno 1805 la Liguria fu annessa all'Impero Francese. Furono coniate monete dell'impero francese nel 1813 e 1814. Segno di zecca è CL ed un'imbarcazione con la bandiera. Il direttore della zecca è Podestà.
Le monete battute sono:
| Valore           | data | tiratura |
| Monete d'argento |      |          |
| 1/2 franc        | 1813 | 8,385    |
| 1 Franc          | 1813 | 7,229    |
| 2 Francs         | 1813 | 906      |
| 5 Francs         | 1813 | 13,582   |
| 5 Francs         | 1814 | 1,191    |
| Monete d'oro     |      |          |
| 20 Francs        | 1813 | 4,380    |
| 20 Francs        | 1814 | 887      |
| 40 Francs        | 1806 | —        |
| 40 Francs        | 1813 | 3,070    |

Il tipo al dritto è la testa laureata di Napoleone con intorno la scritta NAPOLEON EMPEREUR.
Al rovescio l'indicazione del valore, in francese, tra due rami d'alloro. Intorno EMPIRE FRANÇAISE ed i simboli della zecca.

## Repubblica genovese
Il 26 aprile 1814 fu costituita la Repubblica genovese, ma ebbe vita breve perché in base alle decisioni del Congresso di Vienna il territorio delle Repubblica fu annesso al Regno di Sardegna.
Furono battute quattro valori datati 1814. Al diritto presentavano lo stemma coronato con la croce di San Giorgio.
10 soldi d'argento all'889/1000. Al rovescio San Giovanni Battista stante con vessillo
4 soldi di mistura al 287/1000. Al rovescio San Giorgio a cavallo che trafigge il drago.
2 soldi di mistura al 287/1000. Al rovescio la Madonna stante.
4 denari di rame. Al rovescio l'indicazione del valore.

## Stato sabaudo
Al congresso di Vienna, nel 1815, la Liguria fu assegnata allo Stato sabaudo. La zecca di Genova nel 1824, sotto Carlo Felice, riprese a lavorare per il nuovo stato e furono coniate monete fino al 1860. Il marchio di zecca era l'ancoretta. Nel 1861 la zecca fu chiusa assieme a quelle di Firenze e Bologna.

### Dizionari
- Jean Belaubre, Dictionaire de Numismatique médiévale occidentale, Parigi, Léopard d'Or, 1996, ISBN 2-86377-121-3. (voci, Bruni, Genovino d'or, Janua, Petacchina)
- (DE) Konrad Klütz, Münznamen und ihre Herkunft, Vienna, moneytrend Verlag, 2004, ISBN 3-9501620-3-8. (voci, Denar, Denaro, Doppia, Genovino, Groschen (Grosso), Grosso, Luigino, Madonna, Parpagliola, Scudo d'oro)
- Edoardo Martinori, La moneta - Vocabolario generale, Roma, Istituto italiano di numismatica, MCMXV (1915). (voci, Banco di San Giorgio, Bruneti, Clapucino, Crociato, Da 40 scudi, Denaro genovino, Denaro pavese, Diciottino, Diciassetteno, Doppia, Doppia delle otto stampe, Ducato d'argento genovese, Ducato delle libertà, Ducato di Genova, Ducatone di Genova, Ducato sultanino, Genovina, Genovina d'oro, Genovino d'oro, Genovino d'oro a cavallo, Gianuino, Giorgino, Giustino, Grano, Grosso, Januino, Libra, Lira, Lira di Genova, Lira genovese (Genovina), Luigino, Madonnina di Genova, Marco di Genova, Millesimo, Moneta di S. Giorgio, Moneta di banco, Moneta di paghe, Moneta di permesso, Moneta per il Levante, Parpaiola (di Milano), Patachina, Pegione, Pezzo da 96 lire, Pistola di Genova, Pitta (genovese), Quartaro, Quartarolo, Reale di Genova, Realone, San Giovannino, Scudi delle otto stampe, Scudo della benedizione,  Scudo dell'unione, Scudo di Genova, Scudo di S. Giovanni Battista, Scudo d'oro delle sette stampe, Scudo d'oro del sole di Genova, Scudo senza corona, Soldo di Genova, Tallero di Genova, Terzarola, Testone della benedizione, Testone genovese, Trapezeta, Zecchino di Genova)

### Cataloghi
- Alfa edizioni, Catalogo Alfa delle Monete Italiane e Regioni 33ª edizione 2008. Torino ([http,//www.alfaedizioni.it/features_ita05s.htm])
- Fabio Gigante, Monete italiane dal '700 all'avvento dell'euro, 21ª ed., Varese, Gigante, 2013, ISBN 978-88-89805-35-0.
- Eupremio Montenegro, Manuale del collezionista di monete italiane, 29ª ed., Torino, Edizioni Montenegro, 2008, ISBN 978-88-88894-03-4.
- Giovanni Pesce (a cura di), Le Monete di Genova, della Ligurie e delle sue colonie 1139-1814 - Catalogo della mostra (Genova 16-IX - 18-XI 1992). Genova, 1992